# Горж-дю-Тарн-Косс
Горж-дю-Тарн-Косс (фр. Gorges du Tarn Causses) — муніципалітет у Франції, у регіоні Окситанія, департамент Лозер. Горж-дю-Тарн-Косс утворено 1 січня 2017 року шляхом злиття муніципалітетів Монбрен, Кезак i Сент-Енімі. Адміністративним центром муніципалітету є Сент-Енімі. Населення — 901 особа (01.01.2021).